# Elektriskt ljus
Elektriskt ljus är det ljus som omvandlats från elektricitet i en för ändamålet avsedd teknisk anordning som exempelvis en belysningsarmatur. Elektriskt ljus är den vanligaste formen av konstgjord belysning och är avgörande för det moderna samhället. Den första kommersiella ljuskällan, glödlampan började spridas kommersiellt omkring år 1880. Lysrör fanns i USA från år 1938, de kom till Sverige två år senare, och lysdioder (LED) började användas under 1960-talet.

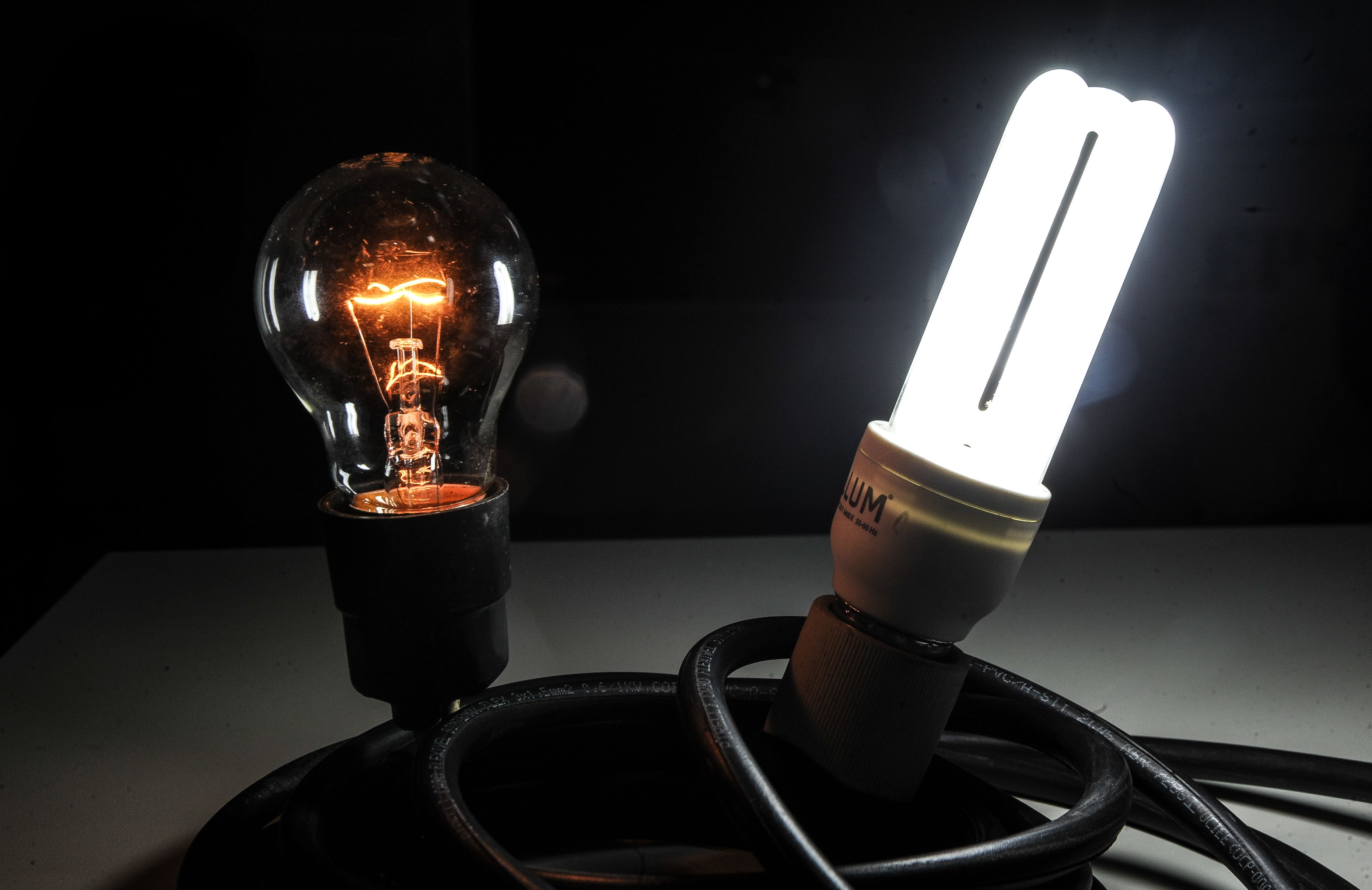
Våra vanligaste elektriska ljuskällor, glödlampan och lysröret, den senare i form av en lågenergilampa.

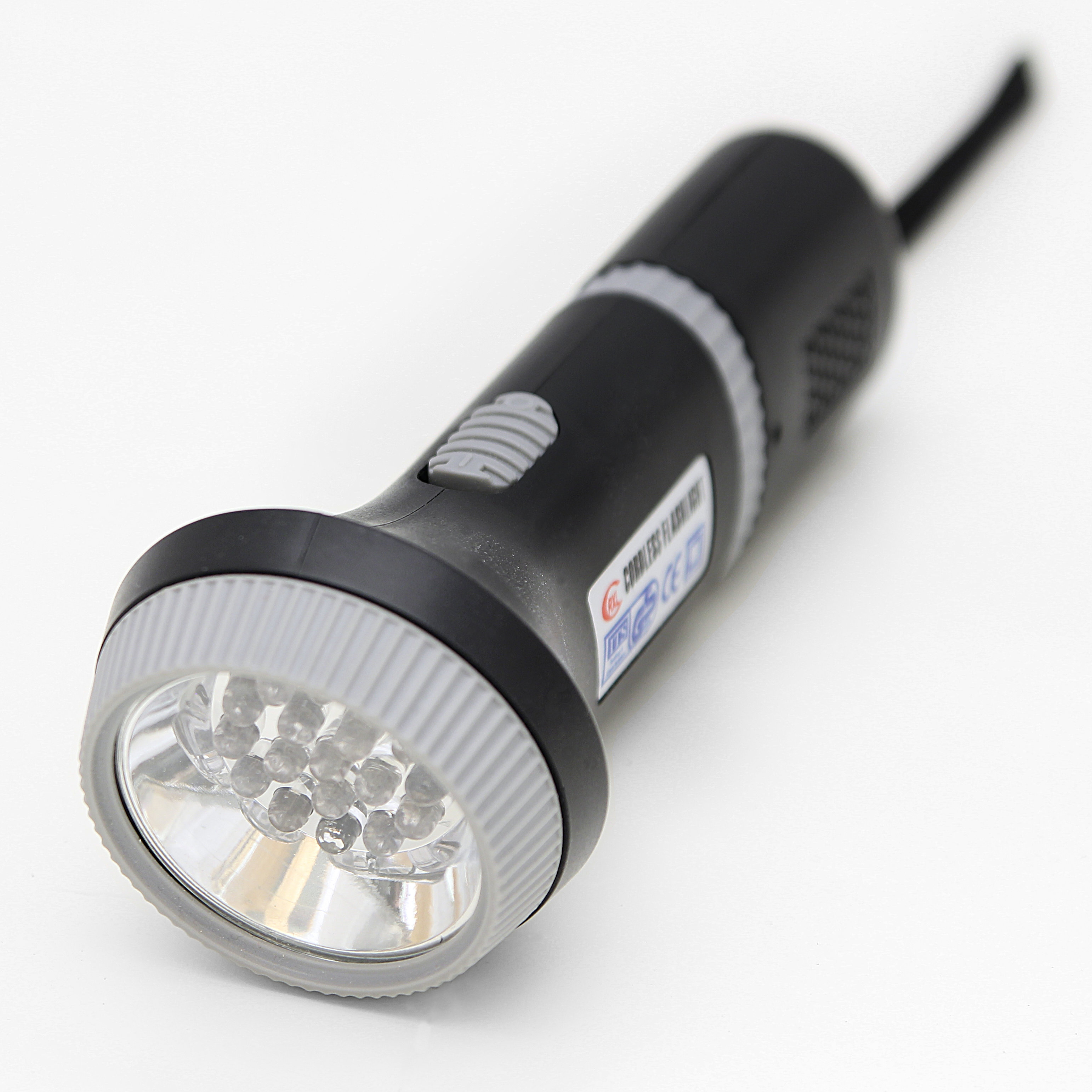
Ficklampan, den vanligaste av alla portabla elektriska ljuskällor, denna med LED.

## Exempel på elektriska ljuskällor
- Båglampor
- Glödlampor
- Lysrör (neonrör och lysämnesrör)
- Gasurladdningslampor
- Lysdioder

## Galleri

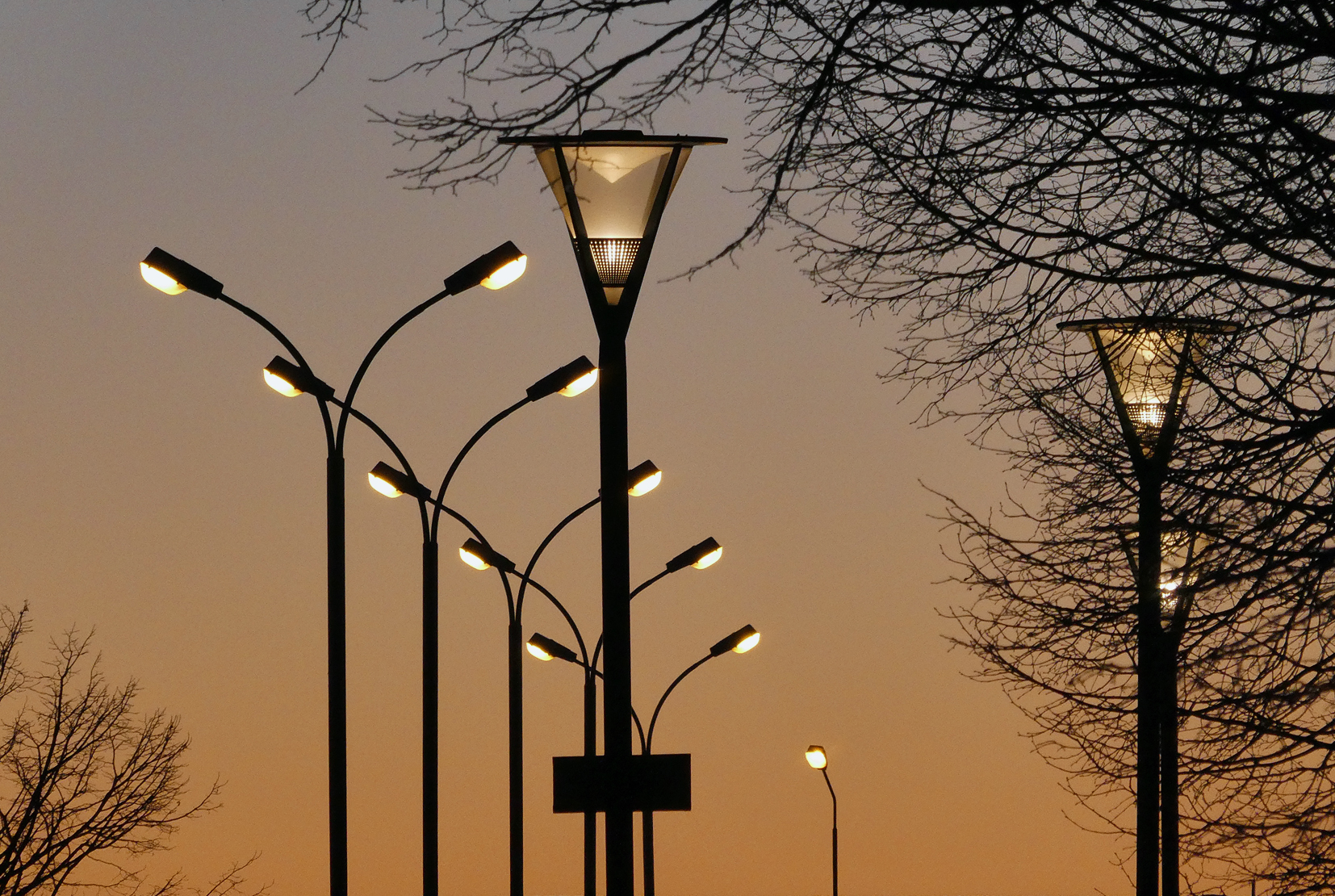
Den elektriska belysningen av gator, öppna platser och ljusreklam, har på många håll världen över gett upphov till stora ljusföroreningar, vilket påverkar djur, natur och människor på ett negativt sätt.
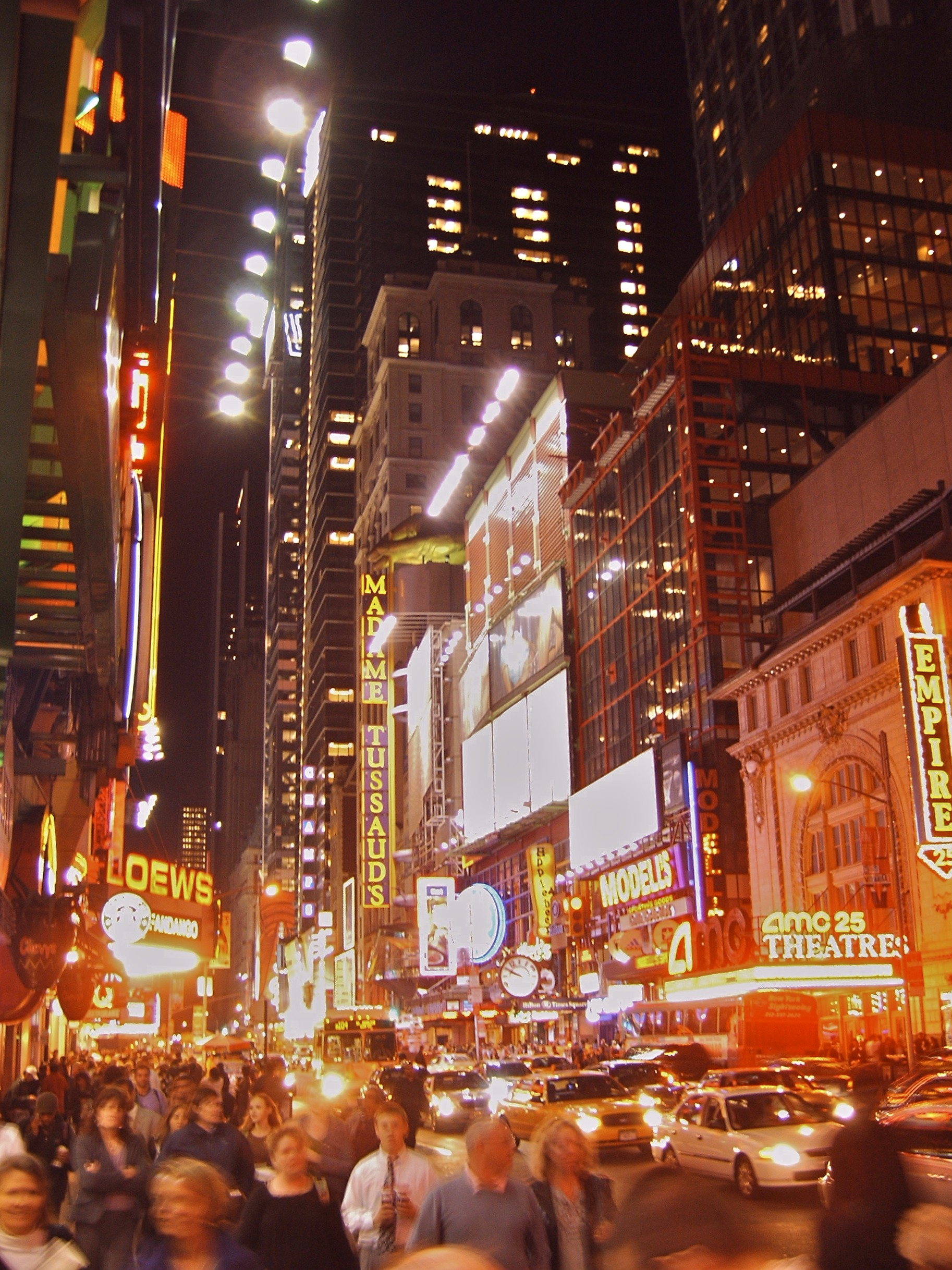
Ljusreklam lyser upp Times Square i New York.